# Duno (ringwalburg)
De Duno (ook wel Hunneschans de Duno genoemd) is een middeleeuwse ringwalburg, gelegen op het landgoed Duno, even ten zuiden van de woonkern Heveadorp in de Nederlandse provincie Gelderland. 

## Geschiedenis
De ringwalburg is waarschijnlijk kort voor 1000 n.Chr. aangelegd. De burg had een afmeting van circa 43 bij 90 meter. Aan drie zijden liggen een drie meter hoge wal en een droge gracht. De burg zal zijn voorzien van houten versterkingen, maar er heeft op het westelijke deel ook een tufstenen muur gestaan. Op het binnenterrein zijn restanten gevonden van houten bebouwing.
De walburg maakte waarschijnlijk deel uit van de bezittingen van Adela van Hamaland (de dochter van graaf Wickman van Hamaland en  Liutgard van Vlaanderen) en haar tweede echtgenoot, Balderik van Duffelgouw.
In de 18e eeuw werd de burg onderdeel van het landgoed de Duno. 
Zowel in de 19e als de 20e eeuw heeft er archeologisch onderzoek plaatsgevonden.

## Afbeeldingen

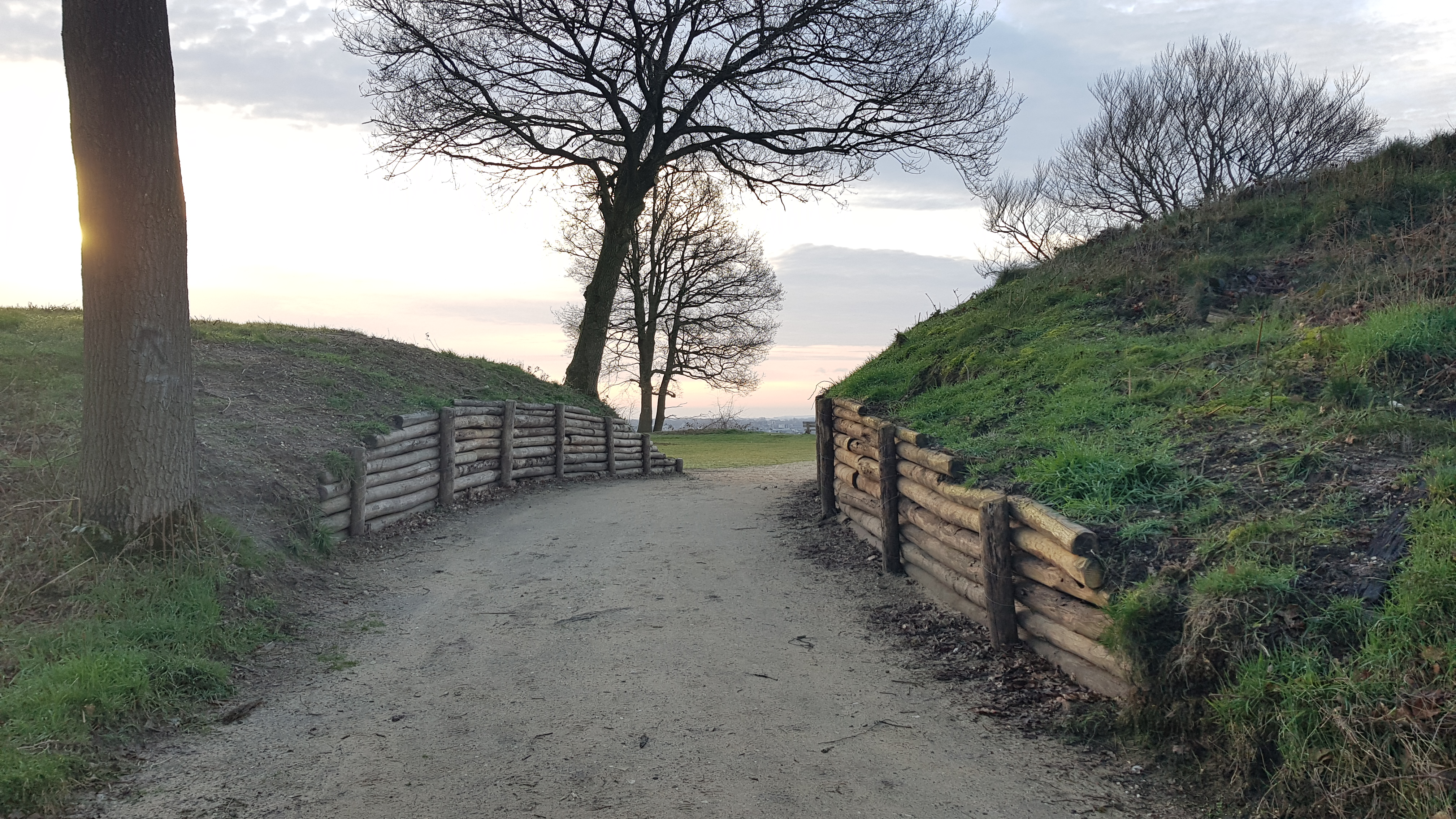
Ingang
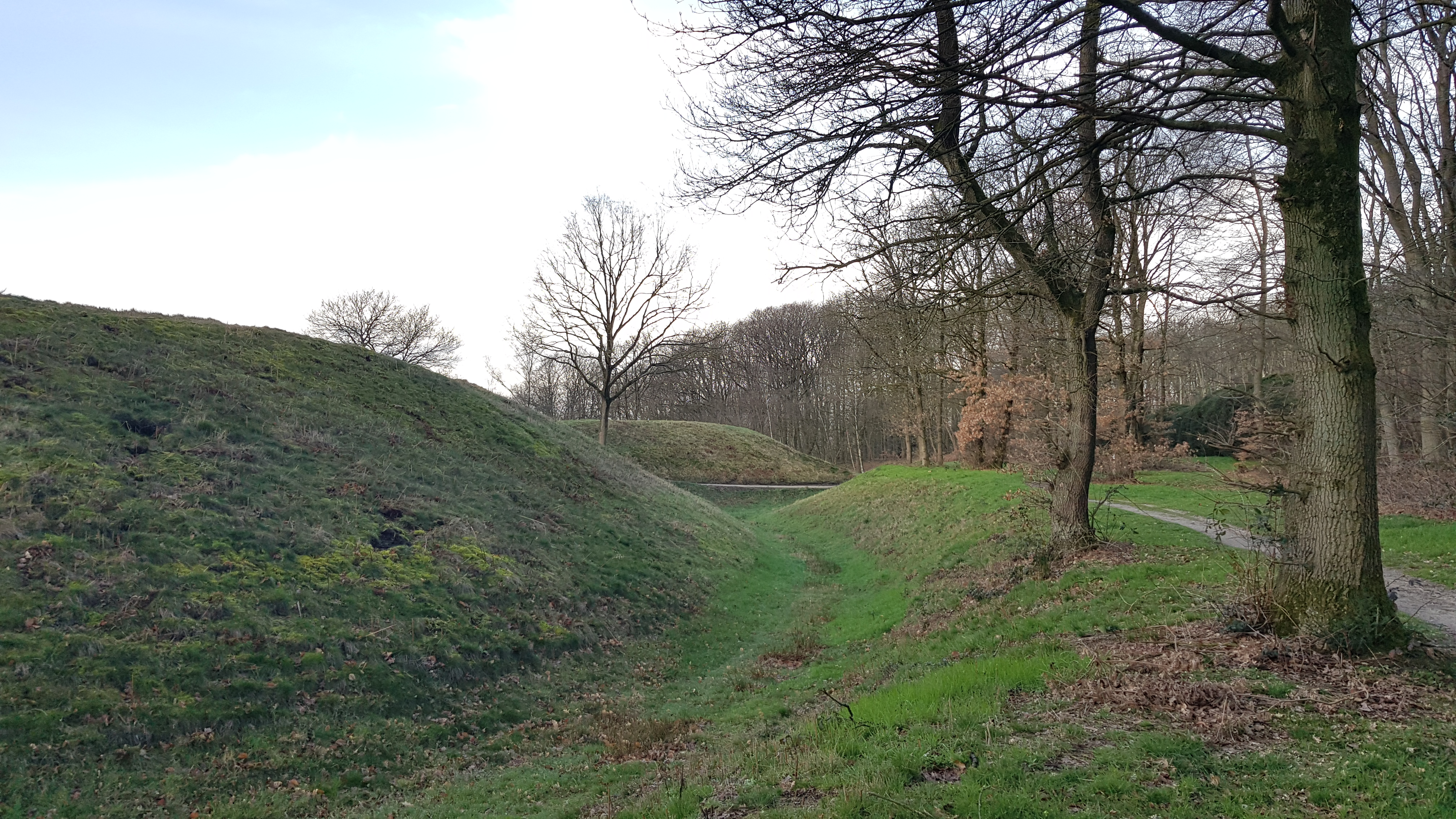
Gracht rondom
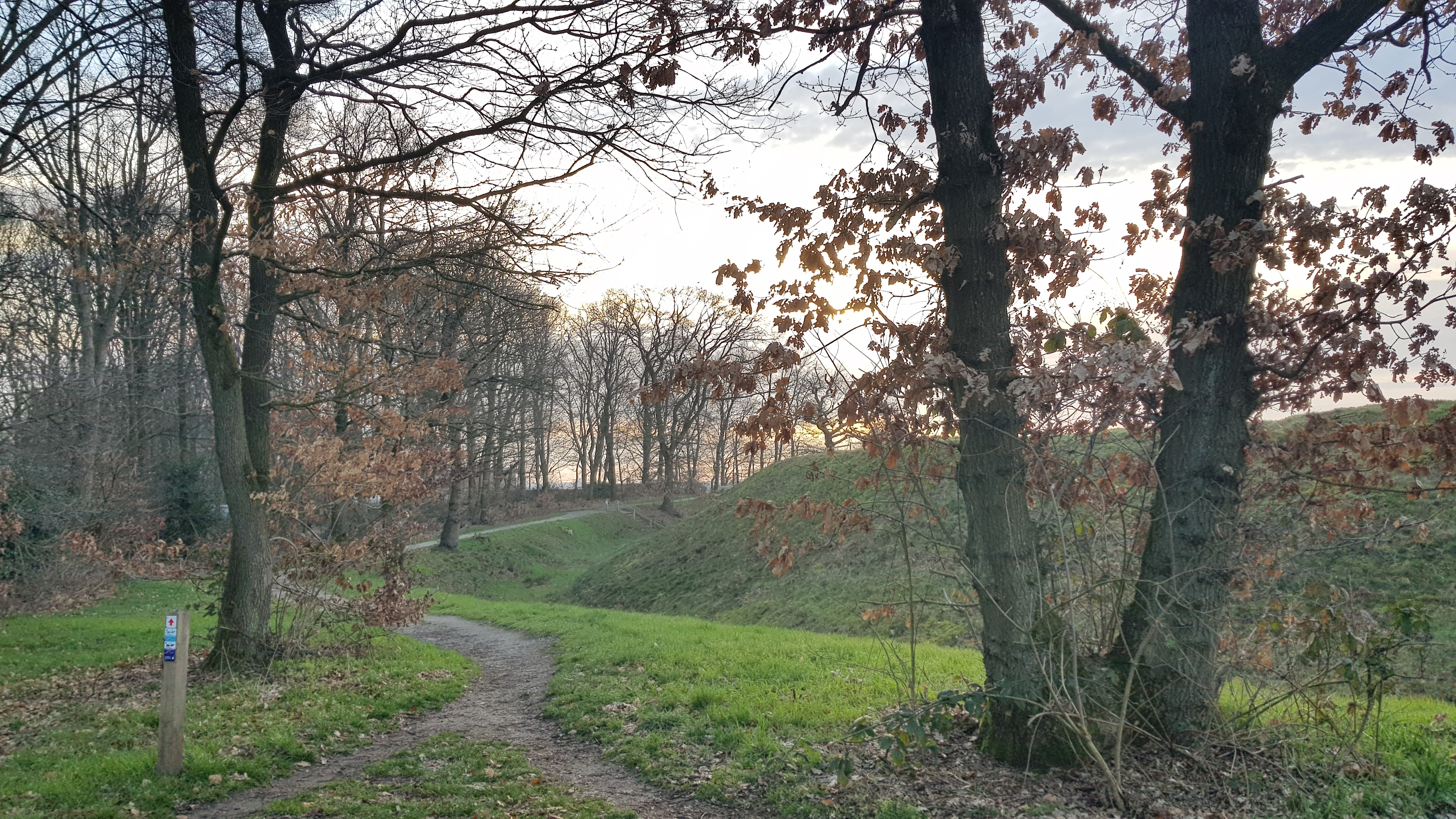
Gracht rondom